# Kaffeewicke
Die Kaffeewicke (Astragalus boeticus) ist eine Pflanzenart aus der Gattung Tragant (Astragalus) in der Familie der Hülsenfrüchtler (Fabaceae). Sie ist von Makaronesien über den Mittelmeerraum bis Westasien verbreitet.

## Trivialnamen
Im deutschsprachigen Raum werden oder wurden für diese Pflanzenart auch die weiteren Trivialnamen verwandt; Spanischer Tragant, Schwedischer Kaffee, Strapelkaffee, Schwäbischer Kaffee, Kaffeetragant und Kaffeestragel, auch Spanisches Wirbelkraut, Deutscher oder Spanischer Kaffee genannt.

## Beschreibung

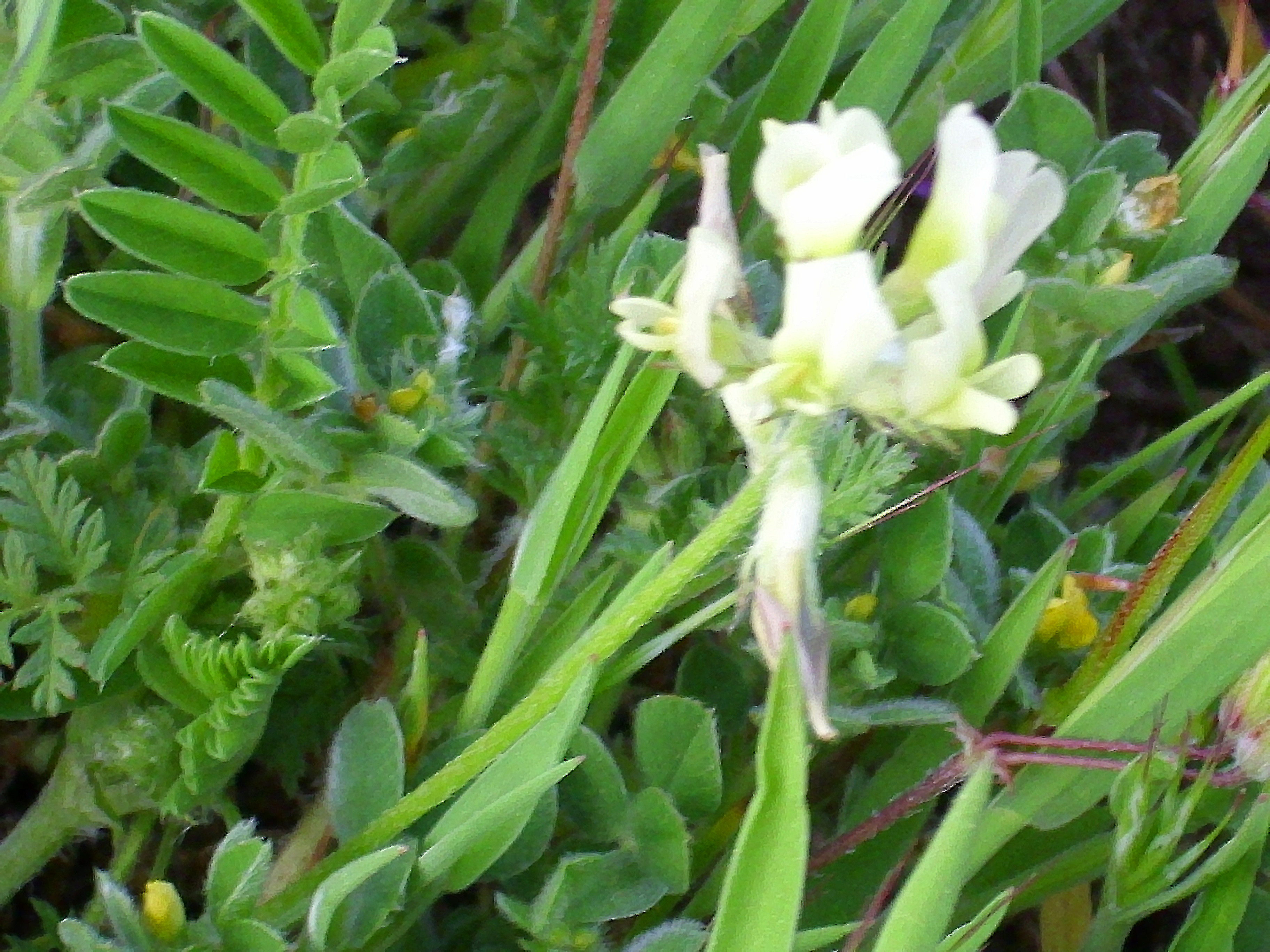
Laubblatt und Blütenstand

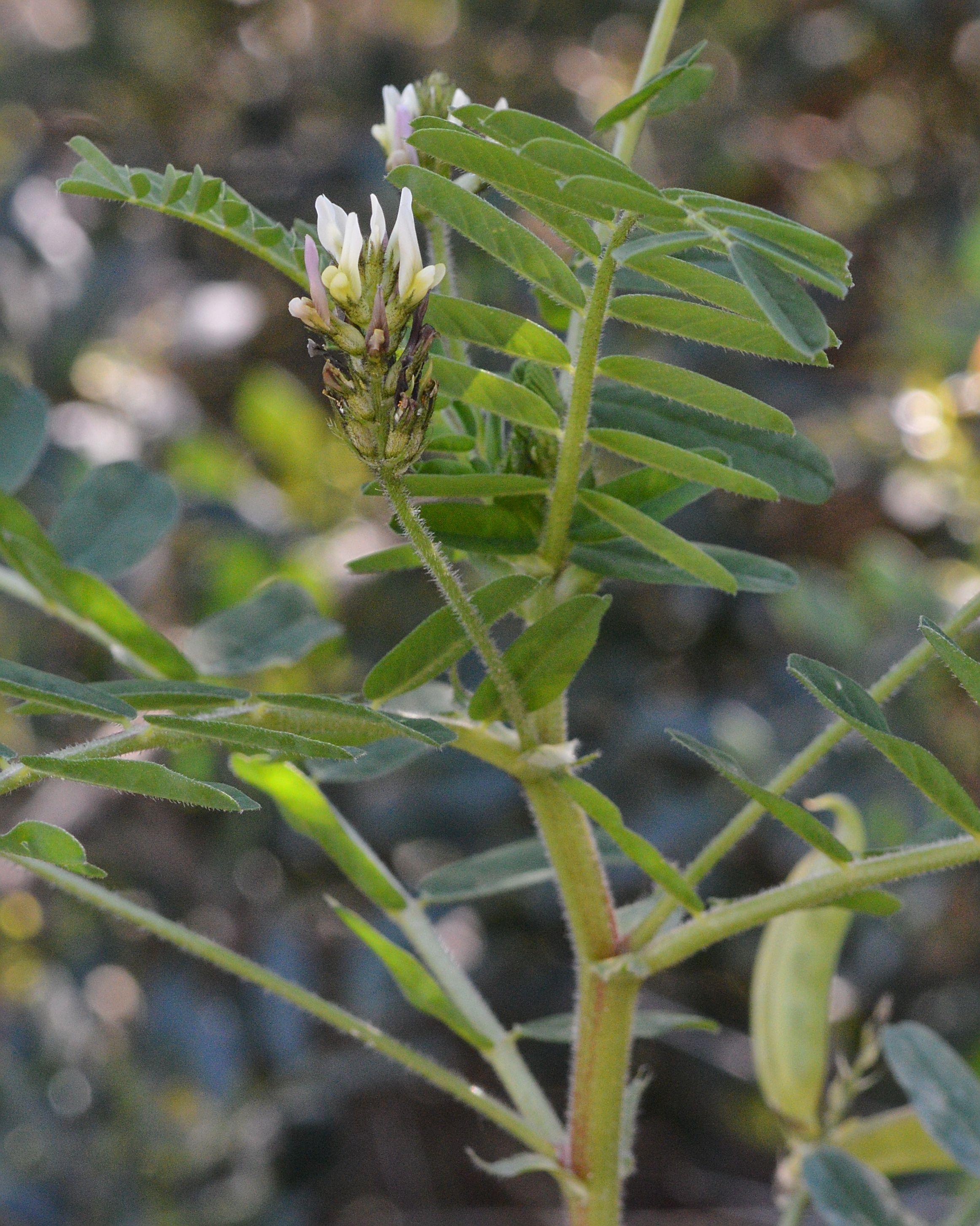
Habitus

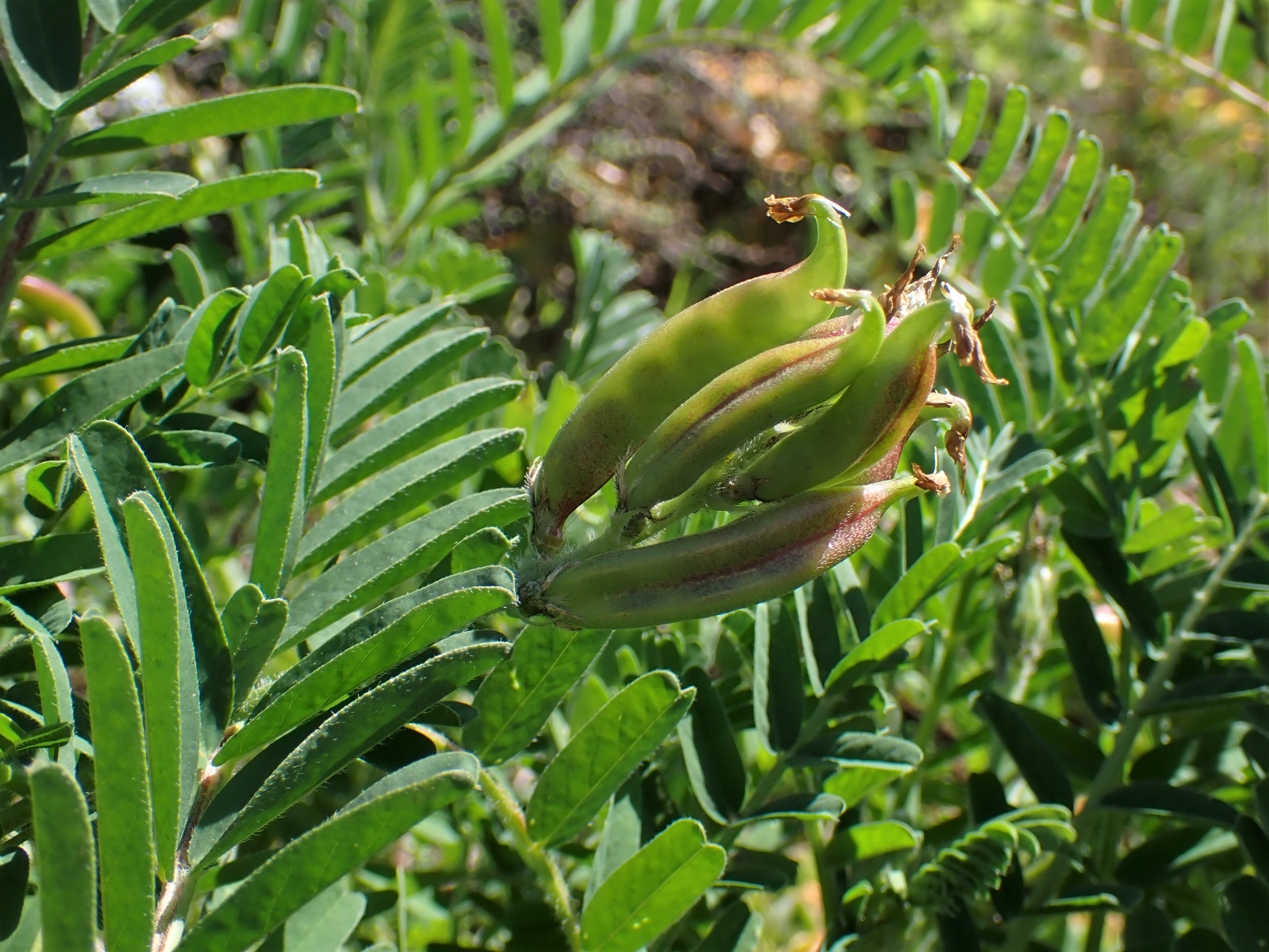
Früchte

### Vegetative Merkmale
Astragalus boeticus wächst als einjährige krautige Pflanze und erreicht Wuchshöhen von 30 bis 100 Zentimetern. Sie ist an ihrer Basis oder im oberen Bereich verzweigt. Der teils rötliche, aufrechte, aufsteigende bis niederliegende behaarte Stängel besitzt einen Durchmesser bis zu 7 Millimetern.
Die wechselständig am Stängel angeordneten Laubblätter sind in Blattstiel und -spreite gegliedert sowie insgesamt 4 bis 18 Zentimeter. Die Blattspreite ist unpaarig gefiedert mit 6 bis etwa 15 Paaren Fiederblättchen. Der Blattstiel ist 0,5 bis 1,5 Zentimeter lang und behaart. Die rinnenförmige Rhachis ist behaart. Die Blättchen sind bei einer Länge von 6 bis 25, selten bis zu 35 Millimetern sowie einer Breite von 3 bis 10, selten bis zu 13 Millimetern eiförmig bis länglich mit ganzem Rand und eingebuchten bis gerundetem oberen Ende. Die Blattoberseite ist kahl und die Unterseite ist fein behaart. Die 7 bis 15 Millimeter langen Nebenblätter sind, meist weiß oder gemischt weiß und schwarz, behaart und am Rand bewimpert.

### Generative Merkmale
Auf einem 2 bis 12 Zentimeter langen Blütenstandsschaft werden dichte, traubige Blütenstände gebildet, die zwei bis zwölf Blüten enthalten. Die weißlichen Tragblätter sind 4 bis 6 Millimeter lang.
Die zwittrigen Blüten sind zygomorph und fünfzählig mit doppelter Blütenhülle. Die fünf selten 4 bis meist 6 bis 8 Millimeter langen Kelchblätter sind bis etwa der Hälfte ihrer Länge verwachsen und ihre Trichome sind alle schwarz oder weiß und schwarz gemischt. Die fünf gleichen Kelchzähne sind 3 bis 4 Millimeter lang. Die fünf weißlichen oder gelblichen Kronblätter stehen in der typischen Form der Schmetterlingsblüte zusammen. Die 8 bis 11, selten bis zu 14 Millimeter lange Fahne ist viel länger als die 6 bis 7,5 Millimeter langen Flügel und das 5,5 bis 6 Millimeter lange Schiffchen. Es sind zehn Staubblätter vorhanden. Das einzige Fruchtblatt ist oberständig.
Die Blütezeit ist März bis Juni.
Die mehr oder weniger aufrechten, fein behaarten, bei Reife rötlich-braunen und sich nicht öffnenden Hülsenfrüchte sind bei einer Länge von 20 bis 45, selten bis zu 60 Millimetern sowie einer Breite von 5 bis 7 Millimetern dreikantig und kurzem, zurückgebogenen Schnabel. Jede Hülsenfrucht enthält bis zu zehn Samen. Die hellbraunen Samen sind bei einer Länge von 4 bis 4,5 Millimetern sowie einem Durchmesser von 5 bis 6 Millimetern nierenförmig und etwas abgeflacht. Die Tausendkornmasse beträgt 2,6 bis 3 Gramm.
Die Chromosomengrundzahl beträgt x = 15; es liegt Diploidie mit einer Chromosomenzahl von 2n = 30 vor.

## Verbreitung
Astragalus boeticus von Makaronesien nur Madeira sowie Gran Canaria über den Mittelmeerraum von Nordafrika mit Algerien, Marokko, Tunesien, Libyen sowie Ägypten bis Süd- und Südosteuropa mit südlichen Portugal, südlichen Spanien (inklusive Balearen), Frankreich (inklusive Korsika), Italien (inklusive Sardinien sowie Sizilien), dem ehemaligen Jugoslawien, Griechenland, Kreta, Kos sowie Rhodos über den Nahen Osten mit Israel, Libanon sowie Syrien bis zum Iran verbreitet.

## Taxonomie
Die Erstveröffentlichung von Astragalus boeticus erfolgte 1753 durch Carl von Linné in Species Plantarum, Tomus II, S. 758. Synonyme für Astragalus boeticus L. sind: Astragalus uncinatus Bertol., Tragacantha boetica (L.) Kuntze, Triquetra boetica (L.) Medik., Astragalus boeticus var. siliquosus Rouy, Astragalus boeticus var. subinflatus Rouy. Die Art wird auch öfters falsch als Astragalus baeticus geführt.

## Nutzung
Die gerösteten Samen von Astragalus boeticus wurden unter den Bezeichnungen Stragelkaffee, Schwedischer Kaffee und Astragalkaffee als Kaffeesurrogat genutzt, weshalb diese Pflanzenart unter dem Namen „Kaffeewicke“ bekannt ist.
Der Trivialname „Schwedischer Kaffee“ kam daher, dass der schwedische König Karl XIV. Johann 1819 im Garten von Schloss Rosersberg in einem Feldversuch eine große Menge an Astragalus boeticus anbauen ließ, um ihn als Kaffee-Ersatz zu propagieren, und 80 Pfund Samen der königlichen Ackerbau-Akademie zur Verteilung zur Verfügung stellte. Den Bericht darüber in den Annalen der Schwedischen Akademie des Ackerbaus machte 1821 Josef Carl Bayrhammer durch eine „Gemeinnützige Nachricht von dem neuen Ersatzmittel“ in der Nürnberger Allgemeinen Handlungs-Zeitung bekannt. Bayrhammers Angebot, kostenlos Samen und eine Anleitung zur Verfügung zu stellen, führte zu umfangreichen Versuchen, vor allem in Bayern, aber auch in Preußen, über die vor allem die Allgemeine deutsche Garten-Zeitung mehrfach berichtete. Die Zeitung regte 1824 auch den Namen „Stragel-Kaffee“ an. Nach einigen Jahren legte sich die Begeisterung, doch noch bis zum Ende des 19. Jahrhunderts finden sich Anleitungen zur Verwendung von Stragelkaffee.